# Helicopsyche cochleaetesta
Helicopsyche cochleaetesta är en nattsländeart som beskrevs av Korboot 1964. Helicopsyche cochleaetesta ingår i släktet Helicopsyche och familjen Helicopsychidae. Inga underarter finns listade i Catalogue of Life.